# 加来战役
加来战役（法語：Bataille de Calais）发生于1350年，当时的法军正试图占领加来市，而对于英军的伏击毫无戒备，最终法国以失败告终。尽管休战协定已经生效，但法军指挥官若弗鲁瓦·德·沙尔尼策划了诡计来占领这座城市。他贿赂了驻防的一位意大利军官阿梅里戈，让他把大门打开。英国国王爱德华三世知晓了这一计谋，他亲自率领禁卫骑士和加来的驻军进行反击。法军被这个小部队彻底击败，并且承担了巨大的损失，所有的法军首领都被俘或被杀。
当天晚些时候，爱德华三世与军衔最高的俘虏共同进餐。除了沙尔尼之外，所有俘虏们都受到了皇家礼遇。爱德华三世奚落沙尔尼放弃了骑士精神，因为他在休战期间进行战斗，并且试图贿赂取得加来而不是正面作战。沙尔尼曾被视为骑士行为的典范，因此对他的指控很有说服力，并且在后来英国的政治宣传中频繁提及，因为沙尔尼曾准备写关于骑士精神的权威书籍。 
两年后，沙尔尼从英国的囚禁中被赎回，并被任命为加来前线的法军指挥官。他利用这一职位袭击了阿梅里戈指挥的小型防御工事，阿梅里戈被俘至圣奥梅尔，并被公开处刑折磨致死。

## 背景
自从1066年诺曼人征服英格兰，英国历代君主都拥有法国的头衔与土地。而这使他们成为法国国王的封臣。经过法国的腓力六世（1328-1350）和英国的爱德华三世（1327-1377）之间的一系列分歧，1337年的5月24日，腓力六世的国王议会在巴黎统一了观点，基于爱德华三世违反了作为封臣的义务，议会认为爱德华三世在法国拥有的土地应被腓力六世收回。这标志着英法持续了116年战争的开始，这场战场也被称作百年战争。
经过九年毫无结果但耗费不菲的战争，1346年7月，爱德华三世带领一支军队在诺曼底北部登陆。接下来他在诺曼底进行了大规模的骑行掠夺行动，包括占领并洗劫卡昂，一直到巴黎脚下。在面临大规模且不断增加的腓力六世的军队，英军退而转向克雷西战役作战，法军在此战役惨败。爱德华三世需要一个可以提供防御的港口，他要在这个港口重新集结，并从海上获得补给。加来的英吉利海峡刚好符合他们的需求。坐拥两条护城河；有大面积城墙；在西北角的城堡还有单独的护城河和额外的防御工事，它的防御能力非常强大。加来可以为英军提供一个进入法国的安全的转运口岸。加来可以轻松从海上获得补给并且由陆地作为防御。
后续双方又进行了四周毫无结果的军事行动，考虑到两边经济上也都耗尽，教宗克勉六世派出的使节找到了一些愿意倾听协商的人们。协商开始于同年9月初，为了双方暂时的停战，于9月28日通过了加萊停戰協議。这对英国来说是极大利好，因为协议确认了他们占领领土的所有权。这一协议原计划运行九个月至1348年7月7日，但后来被不断延长，直到1355年被搁置。停战协议并没有阻止两国持续的海军冲突，在加斯科涅与布列塔尼发生的小规模战役也没有停止。

### 法军的准备
当时，沙尔尼在距加来25英里（40千米）的圣奥梅尔集结了一支5500人的军队。这只军队由1500名披甲战士，包括法国东北部的大多数高级军官，以及4000名步兵组成。他们将面临加来1200人的强大驻军部队的对抗，另外还有几百名在紧急情况下可以调用入伍的英国住民。沙尔尼需要一支大规模军队来避免进入城镇后被强大的驻军击退。虽然大门被阿梅里戈控制，为船员们进入海港提供了便捷通道，但对于规模如此之大的军队来说太难以接近。更不利的是，只有在退潮时沿着狭窄的海滩，背靠城墙步行，才能抵达大门。要走到阿梅里戈的大门已经十分困难；加来还被一大片沼泽所包围，并且穿过这片区域仅有的一些道路被英国的碉堡所控制。
法国人想出了一个计划，准备在新年前夜实行，那时黑夜将会逐渐至最长，黎明之前会有短暂退潮，英国的哨兵和驻军可能会忙着庆祝或在睡觉。碉堡将会被绕过，黎明前就可以抵达加来。大批法军将在离城镇不远处等待，与此同时一支112人的披甲战士将会在夜里进入阿梅里戈的大门。一些人会保卫城堡，而另一些穿过这座沉睡的城到主门之一的布伦门。门楼将会被占领，大门被打开，大部分由披甲战士率领的沙尔尼的军队将会进入，并以压倒性的数量给驻军意料之外的一击。 
带领军队进入阿梅里戈大门的是乌达尔·德·朗蒂，一位曾被流放的法国骑士，他加入了英国军队，并授命领导支持爱德华三世围困加来的两万弗拉芒人。1347年，他受到腓力六世的豁免，再次变节并被沙尔尼任命。这一任命是由于他对加来周围区域了如指掌，给了他一个挽回名誉的机会。

## 战斗
1349年12月31日晚，沙尔尼的军队向加来行军。他们绕开碉堡，法军在加来附近集结。临近破晓，先头部队抵达阿梅里戈的门楼。阿梅里戈开着大门迎接他们。他用他的儿子换来了第一笔贿赂，然后带领一小队法国骑士进入门楼。不久，一个法国的旗帜被放在门楼的塔顶，更多法军穿过护城河上的吊桥。突然，吊桥被抬起，一个吊闸门在法军前方掉落，60名英国披甲战士包围了他们。所有进入门楼的法国人都被俘。
号角声响起，布伦门打开，爱德华三世身穿朴素盔甲，在沃尔特曼尼的旗帜下率领禁卫军，在一支弓箭手支队的支援下向法军进军。随着一声大喊“被背叛了！”，大部分沙尔尼的士兵逃跑。 沙尔尼匆忙组织他的剩余部队并阻止了英国最初的进攻。爱德华遭遇了强烈反抗。爱德华的长子黑王子，率领自己的禁卫骑士从北门和水门离开，沿着海滩，经过城堡进入法军暴露的左翼阵地。由于爱德华与沙尔尼军队进行了战斗，加来驻军人员本来对计划并不知情，他们匆忙武装自己并且逐渐增强爱德华三世的重压部队。在战斗结束前，并不知道有多少驻军加入了爱德华和黑王子的900名士兵团。
沙尔尼的军队人数依然比英国人多，但在黑王子部队进攻时被击溃。超过200名披甲战士死于战斗。三十名法国骑士被俘虏。一般来说，没有当代资料记录社会地位较低的法国步兵的伤亡人数。在当时的战斗中，非骑士俘虏通常会当场被杀，部分原因是贵族对非骑士的蔑视，另一部分是不愿意照顾不能被赎回的俘虏。部分逃亡者经过沼泽时溺死，数量不详。法国总体伤亡人数不确定；据历史学家尤瓦尔·赫拉利的说法有“数百人”死于这场战役。由于没有著名的英国人被杀，英国人的伤亡数没有被记录下来。国王和他的儿子曾在战争前线。曾参战的英国贵族有萨福克伯爵、斯塔福德勋爵、蒙塔古勋爵、比彻姆勋爵、伯克利勋爵以及德拉瓦尔勋爵。被俘的法国人有头部重伤的沙尔尼，厄斯塔斯·德·里伯蒙和乌达尔·德·朗蒂——皮卡第三名法国指挥官；佩潘·德·维耶尔被杀。